# Au Bon Marche Galaxy Football Club
L'Au Bon Marche Galaxy Football Club, noto semplicemente come ABM Galaxy, è una società calcistica di Port Vila, capitale delle isole Vanuatu. È una società calcistica emergente di questo arcipelago dell'Oceania.

## Storia
Fondata nel 2014, vince la Second Division nel 2014-2015, la First Division nel 2017-2018 
e arriva così nella Port Vila Premier League.
Nella stagione 2018-2019 il club arriva secondo nella regular season dietro al Tafea. Si qualifica perciò al play off a 4 conclusivo  dove incontra di nuovo il Tafea nella finale. L'ABM Galaxy vince 2–1, qualificandosi per l'OFC Champions League 2020, nella quale supera brillantemente la fase a gironi.

## Palmarès

### Competizioni nazionali
- Campionati di Vanuatu (Vanuatu Premia Divisen): 1

2019  
- Port Vila first division : 1

2018

### Altri piazzamenti
- OFC Champions League:

quarti di finale:  2020
- VFF Bred Cup:

finalista 2019

### Prestazioni nell'OFC Champions League
2020: quarti di finale

## Organico

### Rosa 2019-2020
| N. |                           | Ruolo | Calciatore           |
| -- | ------------------------- | ----- | -------------------- |
|    | Vanuatu (bandiera)        | P     | Seiloni Iaruel       |
|    | Vanuatu (bandiera)        | P     | Joshua Willie        |
|    | Vanuatu (bandiera)        | D     | Alphonse Lency       |
|    | Brasile (bandiera)        | D     | Diego Máximo         |
|    | Vanuatu (bandiera)        | D     | Joseph Iaruel Gamele |
|    | Vanuatu (bandiera)        | D     | Selwyn Vatu          |
|    | Vanuatu (bandiera)        | D     | Julian Robby         |
|    | Isole Salomone (bandiera) | D     | Nelson Sale Kilifa   |
|    | Vanuatu (bandiera)        | D     | Ignace Iamak         |
|    | Vanuatu (bandiera)        | D     | Malakai Makito       |
|    | Isole Salomone (bandiera) | C     | Gagame Feni          |
|    | Vanuatu (bandiera)        | C     | Roger Marcel         |

| N. |                        | Ruolo | Calciatore       |
| -- | ---------------------- | ----- | ---------------- |
|    | Vanuatu (bandiera)     | C     | Etienne Naieu    |
|    | Vanuatu (bandiera)     | C     | Yvong Wilson     |
|    | Vanuatu (bandiera)     | C     | Moli Vuti Zamele |
|    | Vanuatu (bandiera)     | C     | Edisson Stephens |
|    | Brasile (bandiera)     | C     | Roberson         |
|    | Vanuatu (bandiera)     | C     | Barry Mansale    |
|    | Vanuatu (bandiera)     | C     | Bong Kalo        |
|    | Vanuatu (bandiera)     | A     | Kensi Tangis     |
|    | Inghilterra (bandiera) | A     | Terrence Carter  |
|    | Vanuatu (bandiera)     | A     | Henry Namatak    |
|    | Vanuatu (bandiera)     | A     | Frank Ruben      |